# Leopold Knebel
Carl Leopold Knebel (* 1810 in Köpenick; † 29. Juli 1854 in Berlin) war ein deutscher Maler.

## Leben
Von etwa 1826 bis 1836 studierte Leopold Knebel an der Königlich Preußischen Akademie der Künste Berlin, u. a. bei dem Porträtmaler Wilhelm Ternite, zu dessen besten Schülern er neben Wilhelm Krafft gezählt wurde. 1829 und 1836 nahm er an der Konkurrenz um den „Großen Staatspreis“, sowie von 1826 bis 1842 an der Berliner Akademie-Ausstellung teil, vorwiegend mit Genregemälden. Zwischen 1836 und 1838 war er als Schüler im Atelier von Paul Delaroche in Paris. Dort nahm er auch am Pariser Salon teil. Um 1838/39 reiste Knebel nach Rom, anschließend erfolgte die Weiterreise nach Florenz und Bologna. 1839 beteiligte er sich an der Ausstellung des Danziger Kunstvereins, ab 1840 war er in Berlin als Historienmaler ansässig. Zwischen 1835 und 1845 hielt sich Knebel auch in Düsseldorf auf.

## Werke
- La visite au tombeau/Besuch am Grabhügel, Verbleib unbekannt (Salon 1838, Nr. 1013; BAA 1838, Nr. 415; Verzeichnis Danziger Kunst-Verein 1839, Nr. 273)
- La conversation à la fontaine/Erzählung am Brunnen, Verbleib unbekannt (Salon 1838, Nr. 1014; BAA 1838, Nr. 414; Verzeichnis Danziger Kunst-Verein 1839, Nr. 272)
- Ein schlafender Fischerknabe, Verbleib unbekannt (BAA 1838, Nr. 416; Verzeichnis Danziger Kunst-Verein 1839, Nr. 274)
- Landmädchen, Verbleib unbekannt (BAA 1838, Nr. 417)